# Cómplices (telenovela colombiana)
Cómplices fue una telenovela colombiana producida por Caracol Televisión en 2008. es la versión original Cómplices de Chile. Esta protagonizada por Ruddy Rodríguez.

## Historia
Harvey Slater, excéntrico millonario e hijo adoptivo de una pareja de norteamericanos, está decidido a encontrar su familia biológica colombiana.
Soledad Méndez y su hija Andrea Espinoza, dos pícaras y bellas estafadoras, se enteran de la noticia y preparan lo que será su gran golpe: crear una familia falsa que reciba con los brazos abiertos al americano y de esa forma apoderarse de su fortuna.
Para cumplir con su objetivo Soledad reclutará a un grupo de personas que se convertirá de la noche a la mañana en una clásica e ideal familia colombiana. ¿Por qué aceptarán ser parte de este plan? Sencillo, manejan un elemento en común: están a punto de perderlo todo a causa de sus deudas.
Esta familia ficticia jamás llegará a enterarse de los verdaderos planes de Soledad. Ellos creerán que se trata de un gringo loco que paga por afecto y a medida que reciban el sueldo mensual que los hará salir del pozo negro en el que se encuentran irán disipando todas sus dudas y vacilaciones.
Cada uno de los Bahamonde Lizana -nombre de la familia de origen del gringo- ostentará una característica que deberán explotar frente a su nuevo y millonario pariente. Por si esto fuera poco, los integrantes del clan deberán lidiar con sus verdaderas familias que, en algunos casos, conocerán en parte o desconocerán por completo de qué se trata el nuevo oficio que llevarán a cabo. Inevitablemente esto provocará todo tipo de enredos y malentendidos.
Harvey creerá que está junto a su familia anhelada y experimentará una gran felicidad, salvo por un pequeño gran detalle. Muy a pesar suyo, sentirá por su casi desconocida hermana Soledad una fuerte atracción que le complicará su nueva vida. Por su parte la bella embaucadora al conocer al millonario también sentirá algo por él, poniendo así en peligro constantemente su plan. Ignorando totalmente el trasfondo de lo que ocurre, Harvey no dudará en declarar que lo que más admira en un ser humano son la honestidad, los principios y valores , por ende detesta la mentira y la traición. ¿Qué hará Soledad entonces?
De esta forma se irá desarrollando en tono de comedia romántica una historia de amor y ambición, de sueños truncados, afectos, encuentros y desencuentros donde la tensión entre la verdad y la mentira moverá a los personajes.

## Elenco
- Ruddy Rodríguez .... Soledad Méndez
- Jimmie Bernal ....  Harvey Slater "El Gringo"
- Pedro Pallares ....  Javier
- Johanna Bahamón .... Andrea Espinoza
- Marcelo Cezán .... Mario
- Valentina Rendón .... Francisca
- Norma Nivia .... Alejandra
- Julio César Herrera .... Matías
- Luis Fernando Montoya .... Gonzalo
- Lina Luna .... hija de Gonzalo
- Aída Morales .... Alicia
- Orlando Valenzuela....Cristóbal Zapata
- Mauro Urquijo
- Luz Mary Arias
- Martha Isabel Bolaños
- Samara de Córdova
- Carlos Torres
- María Emilia Kamper
- Ana María Trujillo
- Fernando Arévalo
- Claudia de Hoyos
- Rafael Cardoso
- Paola Suárez
- Paula Barreto

## Versiones
- Cómplices (2006), una producción de TVN, fue protagonizada por Claudia di Girólamo y Francisco Reyes.
- Somos cómplices (2009), una producción de Antena 3, fue protagonizada por Cristina Peña y Martijn Kuiper.
- La mexicana y el güero (2020), una producción de Televisa, protagonizada por Itatí Cantoral y Juan Soler.